# Zhao Jiande
 (octobre 2018).
Si vous disposez d'ouvrages ou d'articles de référence ou si vous connaissez des sites web de qualité traitant du thème abordé ici, merci de compléter l'article en donnant les références utiles à sa vérifiabilité et en les liant à la section « Notes et références ».
Zhào Jiàndé (? - 111 AÈC) ou Triệu Kiến Đức, est le dernier roi de la Nanyue (Nam Việt). Il règne de 112 AÈC à 111 AÈC. C'est le fils aîné de Zhao Yingqi.